# João Guilherme, Eleitor Palatino
João Guilherme, Eleitor Palatino (em alemão Johann Wilhelm, em Baixo alemão Jan Wellem), (Dusseldorf, 19 de abril de 1658 - Dusseldorf, 8 de junho de 1716) foi um príncipe alemão membro da Dinastia de Wittelsbach.
Foi Eleitor Palatino (Kurfürst von der Pfalz) (1690–1716), Duque do Palatinado-Neuburgo (1690–1716), Duque de Jülich e Berg (1679–1716).
Durante a Guerra da Sucessão de Espanha, obteve temporariamente a posse de antigos territórios Palatinos (Alto Palatinado e Condado de Cham) de 1707-1714. A partir de 1697 João Guilherme foi também Conde de Megen (nos Países Baixos).

## Biografia
Era filho de Filipe Guilherme, Eleitor Palatino e de Isabel Amália de Hesse-Darmstadt, preferindo residir a maior parte do tempo na sua cidade natal, Dusseldorf, em vez de permanecer na capital tradicional, Heidelberga, que foi amplamente destruída pelas tropas francesas durante a Guerra dos Nove Anos. Foi educado por Jesuítas e em 1674 efectuou uma grande viagem por Itália.
Casou em 1678, com a arquiduquesa Maria Ana Josefa de Áustria, filha do imperador Fernando III e de sua mulher Leonor de Mântua. Após a sua morte em 1689, João Guilherme voltou a casar com Ana Maria Luísa de Médici, filha de Cosme III de Médici, Grão-duque da Toscana.
O pai cedera-lhe os ducados de Jülich e Berg em 1679, antes que ele lhe sucedesse também como Eleitor Palatino em 1690. Pelo Tratado de Rijswijk (1697), foi restaurado em muitas das suas possessões que lhe haviam sido tomadas pelos franceses, desde que o Protestantismo não fosse aceite no Eleitorado do Palatinado. Esta cláusula não o tornou popular no Palatinado em especial perante a população protestante. Contudo, João Guilherme proclamou a tolerância religiosa em 1705, instigado pela sua amante, Doroteia von Velen.
Durante a Guerra da Sucessão de Espanha João Guilherme recebeu o Alto Palatinado bávaro, embora tivesse que o devolver à Baviera em 1714. Morreu em Dusseldorf e foi sepultado na Igreja de Santo André.
Uma vez que não teve descendência, sucedeu-lhe o irmão mais novo, Carlos III Filipe, Eleitor Palatino.

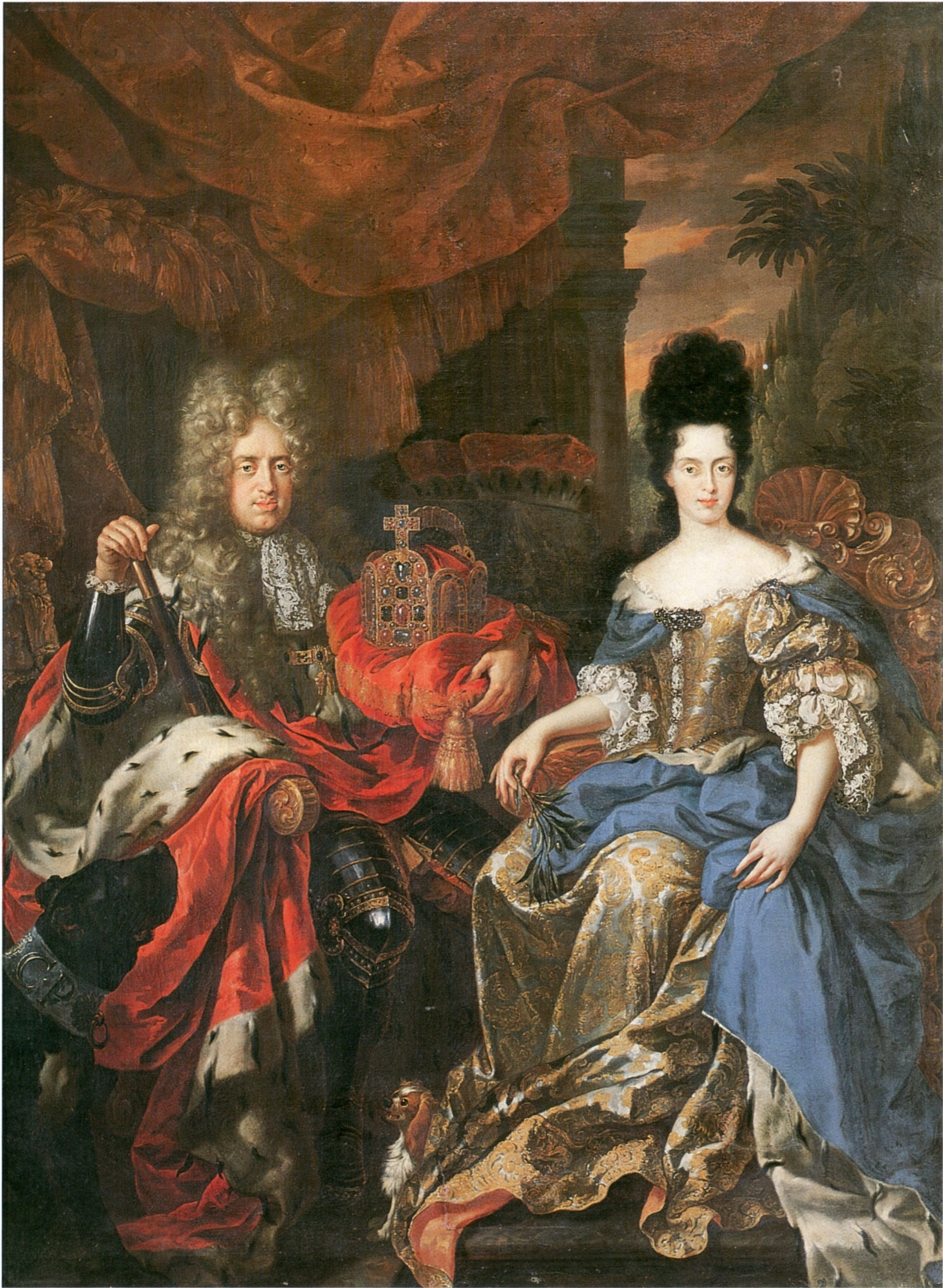
Retrato duplo, de João Guilherme do Palatinado e da sua segunda esposa, Ana Maria Luísa de Médici

## Relações familiares
Entre os seus irmãos mais conhecidos encontravam-se: Francisco Luís de Neuburgo, que veio a ser Grão-mestre da Ordem Teutónica (1694-1732), Arcebispo-Eleitor de Tréveris (1716-1729) e Arcebispo-Eleitor de Mainz (1729-1732); e Carlos Filipe de Neuburgo, que lhe haveria de suceder nos seus estados.
Também algumas das suas irmãs casaram com monarcas europeus, tornando-o cunhado do imperador Leopoldo I, do rei Pedro II de Portugal, do rei Carlos II de Espanha e do príncipe herdeiro de Parma, Eduardo Farnésio.

## Coleções de Arte
João Guilherme era mais popular em Jülich-Berg, onde erigiu edifícios marcantes , como o Palácio de Bensberg, e onde tinha uma corte extravagante que empregava muitos artistas e artesãos, incluindo os pintores da corte Johannes Spilberg, a filha Adriana, e o seu viúvo Eglon van der Neer, Adriaen van der Werff, Jan Frans van Douven, Herman van der Mijn, Jan van Nickelen, a filha Jacoba Maria van Nickelen, o marido Willem Troost, Rachel Ruysch, Godfried Schalcken e Jan Weenix com a filha Maria Weenix.
A sua enorme coleção de pinturas de Rubens podem ainda ser vistas na Alte Pinakothek de Munique.
A sua viúva, Ana Maria Luísa, era a última descendente dos Médici. Como protetora das artes, ela legou a grande coleção dos Médicis, incluindo  os conteúdos dos Uffizi, Palazzo Pitti e das villas Mediceias (que herdara em 1737 após a morte do seu irmão João Gastão de Médici), bem como os tesouros Palatinos (herdados do marido) ao Estado Toscano, na condição que nenhuma parte fosse retirada da capital, Florença. Por isso, estes tesouros podem ainda hoje ser visitados em Florença.

## Descendência
De seu casamento com Maria Ana Josefa de Áustria, teve:
- Filho natimorto (1683)
- Filho natimorto (1686)

De seu segundo casamento com Ana Maria Luísa de Médici, teve:
- Aborto espontâneo (1692)

Não tendo descendência sobrevivente, sucedeu-lhe o seu irmão mais novo, Carlos III Filipe, Eleitor Palatino.

## Homenagem
Em Dusseldorfia, a Praça Jan-Wellem foi batizada em honra de João Guilherme.